# Phần Dương
Phần Dương (chữ Hán giản thể: 汾阳市, âm Hán Việt: Phần Dương thị) là một thành phố cấp huyện thuộc địa cấp thị Lữ Lương, tỉnh Sơn Tây, Cộng hòa Nhân dân Trung Hoa. Thành phố Phần Dương có diện tích 1.176 km², dân số năm 2002 là 400.000 người. Mã số bưu chính của Phần Dương là 032200, mã vùng điện thoại là 0358. Phần Dương nằm ở trung bộ của Sơn Tây, dưới chân núi phía đông của Lữ Lương Sơn, ven phía tây của bồn địa Thái Nguyên. Thời nhà Tần lập huyện Từ Thị, nhà Tấn đổi tên là huyện Thấp, nhà Đường (760) đổi tên thành huyện Tây Hà, nhà Minh (1368) nâng lên thành châu Phần Dương. Năm 1595 tách ra lập huyện Phần Dương. Thời Trung Hoa dân quốc, bỏ phủ chuyển thành huyện. Năm 1996, huyện này được nâng thành thành phố cấp huyện.